# باكارتو تخيريا
باكارتو تخيريا (من مواليد 28 مارس 1971) هي سياسية من إقليم الباسك تعمل كرئيسة أو رئيسة لبرلمان الباسك منذ عام 2012. وهي ثالث امرأة تشغل هذا المنصب، فضلاً عن كونها رئيسة البرلمان لأطول مدة خدمة. كانت تخيريا عضوًا في برلمان إقليم الباسك عن مدينة جيبوزكوا منذ عام 2001. وهي تنتمي إلى حزب الباسك الوطني.

## الحياة والوظيفة
ولدت تخيريا في سان سيباستيان (جيبوزكوا) وأمضت وقتًا قصيرًا في لارولول لكنها انتقلت وهي لا يزال طفلة إلى فيلابونا (جيبوزكوا).
تخرجت تخيريا في القانون من جامعة إقليم الباسك، وعملت كمحام في تولوسا. عملت أيضًا كعدالة سلام في فيلابونا من 1997 إلى 1999. انضمت إلى حزب الباسك الوطني في التسعينيات، وانتُخبت مستشارًا لبلدية فيلابونا في انتخابات 1999. قادت حزبها للفوز في انتخابات 2003، وشغلت منصب عمدة فيلابونا من 2003 إلى 2007. فشلت في تأمين الأغلبية بعد انتخابات 2007، واستمرت في منصب مستشار من المعارضة حتى 2011.
أصبحت تخيريا عضوًا بارزًا في حزب الباسك الوطني في برلمان الباسك عند انتخابه في انتخابات عام 2001. بصفتها عضوًا في لجنة المرأة والشباب البرلمانية كانت واحدة من المروجين لقانون المساواة لعام 2005. أعيد انتخابها في انتخابات 2005. أصبحت عضوًا رفيع المستوى في حزبها في عام 2008 كعضو في الفرع التنفيذي للحزب في جيبوزكوا. بعد انتخابات 2009 التي أرسلت حزب الباسك الوطني إلى المعارضة، تم تكليفها بتنسيق المجموعة البرلمانية للحزب في برلمان الباسك.
اختار حزب الباسك الوطني تخيريا كمرشح للحزب لرئاسة برلمان الباسك قبل انتخابات 2012. بعد فوز حزبها تم انتخابها لتكون الرئيس السابع (رئيسًا) لبرلمان الباسك في 20 نوفمبر 2012. أعيد انتخابها بعد انتخابات عام 2016 وانتخابات عام 2020، مما جعل تخيريا أول رئيس يخدم لثلاث فترات.
تنتمي تخيريا إلى الاشتراكية الديموقراطية والقسم المؤيد للاستقلال في حزبها. وهي تؤيد ترتيبًا دستوريًا جديدًا لإقليم الباسك، وقد شاركت في مظاهرات دفاعية عن حق إقليم الباسك في اختيار مستقبله. كما عارضت سجن السياسيين الكتالونيين المؤيدين للاستقلال وسط الأزمة الدستورية لعام 2017.